# Царская охота
«Царская охота» — советский исторический художественный фильм-драма, поставленный в 1990 году режиссёром Виталием Мельниковым по одноимённой пьесе Леонида Зорина.
Первый (второй по хронологии событий) фильм исторической трилогии Виталия Мельникова «Империя. Начало». Существует в двух версиях: оригинальной (127 минут) и сокращённой (104 минуты).

## Сюжет
Проклятье злого дела в том, что вновь и вновь оно рождает зло.Фридрих Шиллер
В 1775 году, вскоре после казни Пугачева, глава тайной канцелярии Российской империи Шешковский приносит Екатерине II тревожную весть — по Европе путешествует авантюристка, называющая себя княжной Таракановой, смущая владетельных особ, даже монархов, рассказами о том, что она на самом деле дочь Елизаветы Петровны и законная наследница российского престола. Императрица, урождённая принцесса София Августа Фредерика Анхальт-Цербстская, не имеющая на российский престол кровных прав и взошедшая на него лишь в результате дворцового переворота, в ходе которого был сначала отстранён от власти и арестован, а затем при сомнительных обстоятельствах умер её муж, Пётр III, находится в постоянной тревоге за своё положение.
За бурной деятельностью смутьянки Екатерина подозревает интриги недовольных разделом Польши европейских дворов и польских магнатов.
Известно, что девица, называющая себя «Елизаветой Всея Руси», когда-то обращалась к графу Алексею Орлову-Чесменскому, младшему брату многолетнего фаворита Екатерины. Екатерина вызывает Алексея к себе и предлагает ему без шума обезвредить самозванку, использовав свои таланты дамского угодника. Алексей соглашается, тем более, что его брат незадолго до этого получил отставку после более чем 15-летних отношений с Екатериной, и пошатнувшееся было влияние семьи Орловых надо поддержать.
Живущая в Ливорно Елизавета, новоявленная княжна Тараканова, тяготящаяся своим шатким положением красивая и одинокая женщина, увлекается прибывшим к италийским берегам во главе русской эскадры Орловым, и после пылкой недели страсти следует за ним на русский корабль. Орлов, чтобы отвлечь внимание союзников самозванки, изображает безумную влюблённость и даже организует венчание на борту корабля, обещая своей новоявленной жене российский трон. На деле же обряд совершает ряженый матрос, а после церемонии соратники Орлова заключают княжну под стражу. Но во время ареста несчастная женщина думает не о себе, а о спасении Орлова, которого также считает арестованным. Пленницу переправляют в Россию и заключают в Петропавловскую крепость, где она проводит последние месяцы жизни, так и не раскрыв тайны своего настоящего имени и происхождения. Орлов, до конца выполнивший долг верноподданного, получает свою награду — ночь с российской императрицей. В итоге от графа отворачивается даже приближённый пьяница-пиит Кустов и, оставшись в одиночестве, Алексей осознаёт, что в погоне за властью и влиянием потерял настоящую любовь.

## В ролях
- Светлана Крючкова  — Екатерина II
- Анна Самохина  — княжна Елизавета Тараканова
- Николай Ерёменко — граф Алексей Орлов
- Михаил Кононов — Михайло Кустов
- Олег Табаков — князь А. М. Голицын
- Александр Романцов — С. И. Шешковский
- Александр Голобородько — граф Григорий Орлов
- Анатолий Шведерский — Н. И. Панин
- Светлана Смирнова — Екатерина Дашкова (только в полной версии)
- Александр Новиков — Белоглазов
- Баадур Цуладзе — Ломбарди
- Рамаз Иоселиани — секретарь
- Алдона Даусене — Франциска де Мешаде
- Борис Клюев — Грейг
- Владимир Ерёмин — Де Рибас
- Виктор Павлов — Ферапонт
- Борис Чинкин — Черномский
- Виктор Казанович — Даманский
- Сватоплук Матыаш — Джон Дик
- Мириам Канторкова — Морелли

## Съёмочная группа

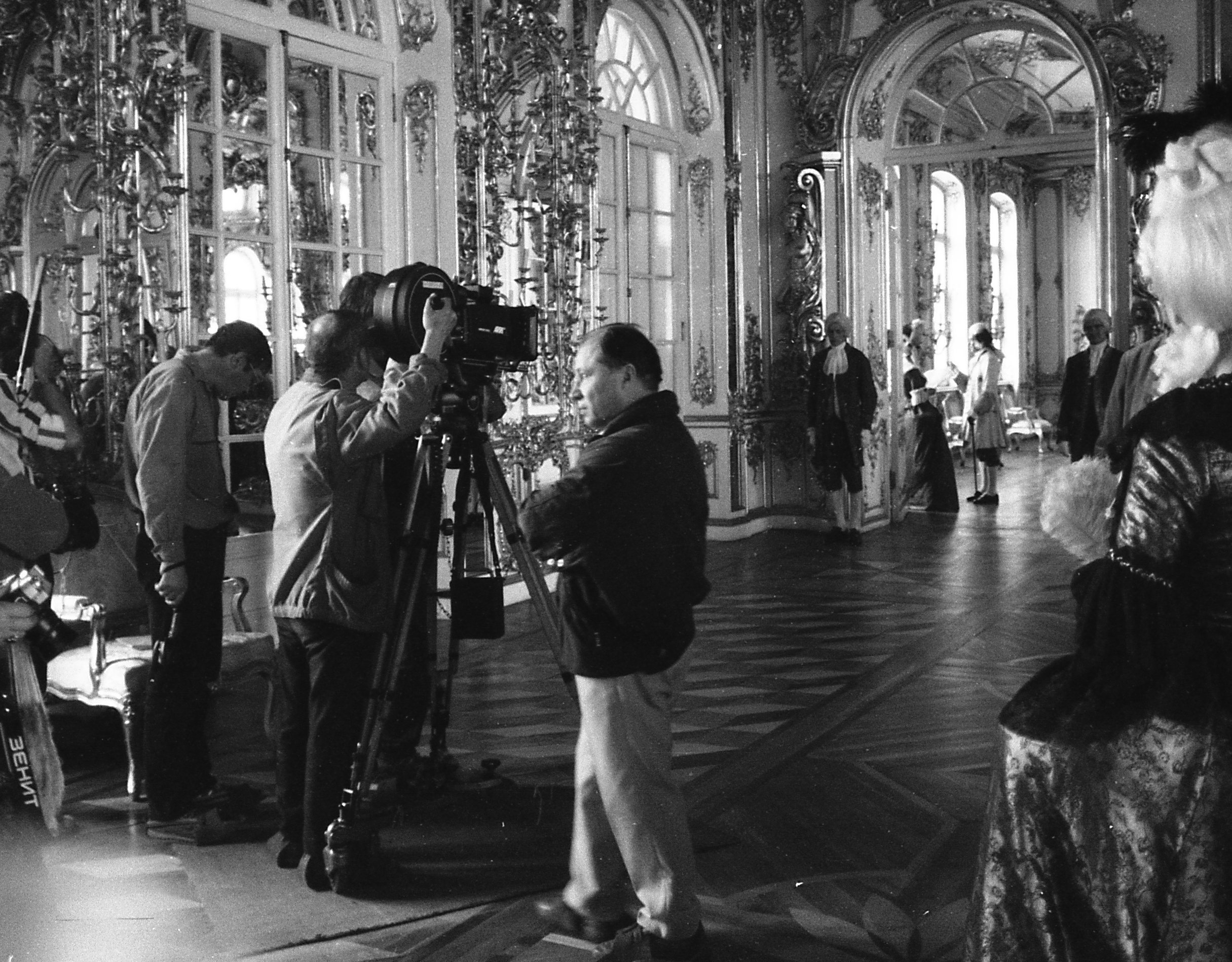
На съёмках фильма

- Сценарист — Леонид Зорин по мотивам одноимённой пьесы
- Режиссёр-постановщик — Виталий Мельников
- Главный оператор — Юрий Векслер
- Композитор — Эдисон Денисов

## Призы
- Приз киноакадемии «Ника» за лучшую работу художника по костюмам Ларисе Конниковой, за лучшую роль второго плана — Светлане Крючковой.
- Приз за лучшую роль второго плана Светлане Крючковой на 3-м кинофестивале «Созвездие-91» (Смоленск).
- Профессиональные премии киностудии «Ленфильм» 1990 года имени Е. Енея художникам Белле Маневич и Ларисе Конниковой и им. Ф. Никитина актрисе Светлане Крючковой (1991).